# Llanos Altos Centrales
Se extienden en la zona meridional del estado Guárico en una superficie de 10.768 km que abarca desde el valle del río Manapire hasta los límites de este estado con Cojedes.
Los Llanos Altos Centrales son una extensa llanura en general, sin relieve, de topografía plana, que en algunas planicies presentan microrrelieves ligeramente ondulados con problemas de drenaje y encharcamiento en la época húmeda. En términos generales, no existe en ellos exceso de humedad, aunque en algunos casos locales los desbordamientos y precipitaciones que provocan inundaciones se producen durante un período menor de cinco meses.
Fisiográficamente presenta una geomorfología de planicies de desbordamiento alternando con explayamiento y algunos valles estrechos que la atraviesan de norte a sur. Los valles y algunas planicies permiten el desarrollo de una agricultura intensiva y planaciones debido a su alto potencial agrícola. El resto ofrece posibilidades para cultivos anuales mecanizados, es posible una ganadería con agricultura complementaria y de petróleo que es explotado en sectores aledaños de Las Mercedes y El Calvario.
En esta región se localiza gran parte de los acuíferos cuaternarios, cuyas reservas renovables probadas son de unos 424 millones de metros cúbicos. Los mismos ofrecen alternativas de uso en la agricultura y en el consumo doméstico. También existe materiales sedimentarios, como arcillas y arenas, que ofrecen su uso para la construcción de terraplenes y vialidad.

## Localidades principales
- Altagracia de Orituco
- Calabozo
- El Sombrero
- Las Mercedes
- Chaguaramas
- Guardatinajas
- El Calvario
- Sosa
- El Rastro
- Palo Seco